# 宮崎吾朗
- 宮﨑吾朗

宮崎 吾朗（宮﨑 吾朗、みやざき ごろう、1967年〈昭和42年〉1月21日 - ）は、日本のアニメ監督、ランドスケープアーキテクト、映画監督。株式会社スタジオジブリ取締役、公益財団法人徳間記念アニメーション文化財団理事。信州大学農学部森林工学科卒業。
株式会社ムゼオ・ダルテ・ジブリ代表取締役、三鷹市立アニメーション美術館館長（初代）、株式会社マンマユート団社長（初代）、株式会社二馬力社長（第2代）などを歴任した。

## 来歴

### 生い立ち
1967年、宮崎駿の長男として東京都にて生まれた。自宅を引越したため、1970年からは埼玉県所沢市にて育つ。
子供の頃から父のアニメーション企画などを見学していて、押井守とはたびたび顔を合わせており、現在でも交流がある。幼少時から絵を描くことが好きで、駿や押井守の映像作品のほか、藤子不二雄の漫画などを好んでいた。
1972年の『パンダコパンダ』、1973年の『パンダコパンダ 雨ふりサーカスの巻』は、宮崎駿が幼い息子たちのために作った作品であり、子供達には喜んでもらえたと語っている。
吾郎が小学校に上がる頃、宮崎駿が『パンダコパンダ』の制作などで劇的に忙しくなり、1972年に母親の太田朱美は子育てのためにアニメーターを止めざるを得なくなった。父は仕事にかかりきりになって父親不在のような状態となり、母親が父親代わりとなっていたという。

### 小学生時代
所沢市立松井小学校に入学。小学2年生の頃、掛け算の九九が覚えられず、母親から厳しく暗唱させられた覚えがあるという。
多忙な駿は自宅に帰らないことも多く、土日も関係なく仕事をしていて、吾郎が寝た後に律儀に家に帰ってきて、吾郎が学校に登校した後まで寝ており、親子で会話することもなかったという。父親はひたすら仕事に打ち込み、子供の世話はもちろん家事も一切せず、吾郎いわく「父としては0点、監督としては満点」と評価している。

### 中学時代
1980年、所沢市立東中学校に入学。父親の宮崎駿は、前年の1979年に『ルパン三世 カリオストロの城』を公開している。
のちに吾郎の出世作となった『コクリコ坂から』の原作漫画は、中学時代に読んでいたという。
中学～高校時代にかけて、「自分の父親について知りたい」「父は何を考えているのだろう」と父親を意識し始めたときも、当の父親は身近におらず仕事漬けで、ごくたまに顔を合わせることがあっても、普段話していないから「お互い何を話せばいいか分からない関係」だったという。
話すことはおろか、会うこともままならない父親だったため、父親を知る手段は「父の作った作品を観ること」だった。一時は宮崎アニメを観ることが、父親との唯一のコミュニケーションであり、そこに表現されているものを通して、父がどんな人間で、何を考えて生きているのかを、なんとか見いだそうとしていたという。
中高生の頃は、「うる星やつら」「機動戦士ガンダム」「超時空要塞マクロス」といったアニメが好きだったが、それらの作品と自分の父のつくった作品とでは、見方がおのずと違っていたと語っている。

### 高校時代
1983年、埼玉県立所沢高等学校に進学。父親の宮崎駿は、翌年の1984年に『風の谷のナウシカ』を公開している。
のちに吾郎の監督デビュー作となった『ゲド戦記』の原作は、高校時代に自宅にあったものを読んでいたという。
所沢高校はみんなの高校情報によると偏差値60の進学校だが部活動も盛んで、吾郎は全国大会の常連だった山岳部に入部した。子供の頃から母親にハイキングに連れていってもらった事が多く、山に登るのが好きだったという。
吾郎は「アニメーションの世界」に憧れていたが、子供時代から母親に「アニメーターにだけはなるな」と反対されており、父の反対より母の反対のほうがよほど重かったと語っている。「仕事に忙殺され、家庭を顧みない夫のような人生を送ってほしくない」「否応なく仕事の結果が世間の目にさらされ、評価を下され、常に父親と比較される。そんな世界に入ってほしくなかった」のではないかと、吾郎は語っている。
母の強い反対もあり、アニメ関係の大学は諦めた吾郎は、森林・建築系の大学を選択することになる。進学先に「森林工学科」を選んだのは、自然環境やその保護・保全についての勉強をしたかったから。その学科のある大学の中で信州大学を選んだのは、高校時に山岳部であり、「山に関係のある勉強をしようと思った」「山があるのは信州だしなあ」と思ったからだという。

### 大学時代
1986年、信州大学農学部森林工学科（現・森林科学科、河合塾偏差値50）に進学。父親の宮崎駿は、1986年8月に『天空の城ラピュタ』、1988年に『となりのトトロ』を公開している。
農学部のあるキャンパスには、学校と下宿の間に畑と森しかなく、松本市の南浅間に下宿していた。橋を渡るのが面倒だったので、冬場は水がなくなった女鳥羽川を渡って大学に通っていた。
新入生歓迎会の人形劇が面白かったことから、父親と同じく「児童文化研究会」に所属した。近所の子供を集めて遊んだり、人形劇を作って保育園を回ったりしており、２年生以降は伊那に移ったが、サークルのため授業が終わったら毎日松本に来ていたくらい熱中していた。
大学に入る際に、父親の宮崎駿は息子に一つだけ言ったことがあり、「大学というのは4年間、丸々暇がある。暇な時間をちゃんと暇にしていろ」「大学とは、ある種の時間が存在する場所だ」と言ったという。一番多感でいろんなものを吸収する時期を過ごすには信州は良く、「社会に出る前の準備として、時間と環境はあるけれどそれ以外は何もない状態というのは、思っている以上に貴重なものだった」と、後に吾郎はモラトリアム期間の大切さを語っている。
のちに監督として製作した『コクリコ坂から』では、部室棟に出てくる個性豊かな面々は、学生時代の仲間がイメージにあるという。

### ランドスケープ設計会社に入社
大学卒業後は、ランドスケープコンサルタントの株式会社 森緑地設計事務所に入社し、建設コンサルタント・環境デザイナーとして公園緑地や都市緑化などの計画・設計に従事した。当時の会社は若くめちゃめちゃだったため、これを何とかしようとしていたら2～3年で仕事をほぼ一人前にこなせるようになったという。都内の児童公園や総合公園の設計、岡谷湖畔公園の一部設計、工業団地の景観設計などを行った。
その後、スタジオジブリの鈴木敏夫から「宮さん（宮崎駿）がジブリの美術館をつくりたいと言ってる。ジブリにはそういうのがわかる人がいないんだけど、吾朗君、やらない?」と誘われた。見せられた駿のプランに刺激を受け、「やります」と回答し、森緑地設計事務所を退職した。

## スタジオジブリ入社後

### ジブリ美術館の総合デザイン
1998年、スタジオジブリに入社した。三鷹の森ジブリ美術館の総合デザインを手がけ、運営会社である株式会社ムゼオ・ダルテ・ジブリの代表取締役に就任する。
三鷹の森ジブリ美術館竣工後は、2001年10月1日から2005年6月23日まで三鷹市立アニメーション美術館の初代館長を務めた。また、2001年10月には株式会社マンマユート団の初代社長にも就任する。2004年度の芸術選奨にて、芸術振興部門の文部科学大臣新人賞を受賞した。
2005年に開催された愛・地球博において、会場内に建設された「サツキとメイの家」の再現監修に携わる。

### ゲド戦記
2006年7月に公開されたスタジオジブリの長編アニメーション映画『ゲド戦記』では、挿入歌『テルーの唄』の作詞とともに、脚本・監督を務めた。アニメーション、劇場用映画ともに初監督作品ながら、ヴェネチア国際映画祭に招待上映された。本作では、アニメーターの仕事であるレイアウトでも参加している。その後は、三鷹市立アニメーション美術館で皿洗いをしたり、美術館の企画のアイディアを提案していた。
2008年、神奈川近代文学館で開催された堀田善衞の展示会にジブリ担当のパートが設けられ、父が長年アニメ化を希望していて果たせなかった堀田の作品を架空のアニメ映画の企画として立ち上げ、その作り絵を展示した。イメージボードとキャラクター設定を吾朗が、美術ボードを美術スタッフが担当した。企画は『方丈記私記』『定家妙月記私抄』を原作とする「定家と長明」と「路上の人」の2本。このイメージボードは、「堀田善衞展 スタジオジブリが描く乱世。」として展示された。2010年には堀田の故郷高岡市でも開催され、2012年には「定家と長明」の企画が下鴨神社の「『方丈記』800年記念」の一環として展示された。

### コクリコ坂から
2011年7月、自身の監督2作目となる『コクリコ坂から』が公開され、翌年第35回日本アカデミー賞最優秀アニメーション作品賞を受賞した。
2013年、11月16日に公開したスタジオジブリの内幕に迫ったドキュメンタリー映画『夢と狂気の王国』に出演した。

### 山賊のむすめローニャ
2014年、初のテレビアニメ監督作品として『山賊の娘ローニャ』（NHK）が放送された。製作はポリゴン・ピクチュアズ。スタジオジブリは協力という形となる。2016年、同作は国際エミー賞アニメーション部門で最優秀作品賞を受賞した。

### アーヤと魔女
2017年より制作部門が復活したスタジオジブリにて、CG長編アニメを制作、『アーヤと魔女』を2020年12月に放送した。『劇場版 アーヤと魔女』として8月27日に劇場公開した。。

### ジブリパークの製作指揮
愛・地球博で会場跡地に建設された2022年開業のジブリパークの造園を、2017年頃より製作指揮している。

## エピソード
三鷹市立アニメーション美術館
スタジオジブリに移ってからは、「三鷹の森ジブリ美術館」の設立に携わり、3年がかりで開館にこぎつけた。宮崎駿や、実際に設計を担当する関係者らを取りまとめ、「宮崎駿のイメージに近いものをどうやって実現するか」に腐心したという。しかし、駿の提案に対して吾朗が法律上の問題点を指摘すると、駿は「なんでそんな法律があるんだ！」と食ってかかるなど、駿との間で議論が絶えなかった。
吾朗をスタジオジブリに誘った鈴木敏夫は、駿と議論を交わす吾朗について「宮さんの描くイメージで曖昧な部分があると、断固として受け付けなかった」と指摘しており、その姿勢について「非常に頼もしく思えた」と述懐している。その具体例として、鈴木は「宮さんは美術館を作る際も、ありとあらゆることに口を出しましたが、頭の中にあるものは空想の産物の場合もある。それに対して、吾朗君は『駄目なものは駄目』と明快だった」と説明している。そのうえで鈴木は「ジブリ美術館を完成させた上で、運営まで見事にやってのけてくれた」と語るなど、吾朗の仕事ぶりについて高く評価している。
アニメーション演出家への転身
父である宮崎駿は、吾朗が『ゲド戦記』の監督を務めることに強く反対していた。駿は「あいつに監督ができるわけがないだろう」と指摘したうえで「絵だって描けるはずがないし、もっと言えば、何も分かっていないやつなんだ」と吾朗を厳しく批判した。さらに駿は、吾朗を監督に推薦した鈴木敏夫に対して「鈴木さんはどうかしている」と激昂。しかし、『ゲド戦記』に登場する竜とアレンを描いた吾朗の絵を見せられると、駿は黙り込んでしまったという。なお、吾朗が描いた竜とアレンの絵は、『ゲド戦記』のポスターとしても使用されている。
吾朗がアニメーション演出家に転身すると知った氏家齊一郎から「後戻りするつもりでやっちゃダメだ。館長は辞めろ!」と叱咤激励された。この氏家からのアドバイスもあり、吾朗は『ゲド戦記』の監督をやると決定した時点で、三鷹市立アニメーション美術館の館長を辞任している。
『ゲド戦記』製作時に吾朗が描いた絵コンテを鈴木敏夫が庵野秀明に見せたところ、庵野は「これは完全に宮崎アニメですね」と語ったとされる。また、庵野は吾朗が38歳だと知ると、鈴木に対して「どうしてもっと早くやらせなかったんだ」と言った。
同様に吾朗の絵コンテを見せられた大塚康生は、当初吾朗が絵コンテを切ったとは信じられず、鈴木に対して「ところで誰が描いたんですか」「いや、そうじゃなくて、吾朗君が指示して描いたのは誰ですか」と繰り返し質問した。しかし、吾朗本人が描いたと知ると「蛙の子は蛙だったんだ。びっくりしたなぁ」と言ったとされる。

## 人物像
- 喫煙者[24]。
- 2008年8月、長男が誕生した。
- 川上量生によるインタビューで、「ファンなんですよ、父親の。…だから『別のアニメーションスタジオに行って映画監督をやってくれ』と言われて『はい』と答える動機が持てるかというと怪しい」と答えている[25]。
- NHKで放送された、『コクリコ坂・父と子の300日戦争〜宮崎 駿×宮崎吾朗〜』では、父である宮崎駿が仕事で忙しく、幼少期は母子家庭に近い状態であったと語られている[要出典]。
- 幼少時に好きだった作品に漫画版の『ドラえもん』[注 1]や、アニメ版の『うる星やつら』[27]などがある。当時、父の作品『風の谷のナウシカ』より押井守監督の『うる星やつら2 ビューティフル・ドリーマー』の方が面白かったという[28]。

## 家族・親族
父はアニメーション作家、映画監督の宮崎駿。母は元アニメーターの宮崎朱美。弟は版画家の宮崎敬介。祖父は版画家の大田耕士。

## 略歴
- 1967年1月 - 誕生。
- 2001年10月 - 三鷹市立アニメーション美術館館長。
- 2001年10月 - 株式会社マンマユート団社長。
- 2006年7月 - 『ゲド戦記』公開。
- 2008年10月 - 「堀田善衞展 スタジオジブリが描く乱世。」公開。
- 2011年7月 - 『コクリコ坂から』公開。
- 2021年8月 - 『劇場版 アーヤと魔女』劇場公開。

## 賞歴
- 2005年 - 芸術選奨新人賞
- 2007年 - 第30回日本アカデミー賞優秀アニメーション作品賞（『ゲド戦記』）[30]
- 2012年 - 第35回日本アカデミー賞最優秀アニメーション作品賞（『コクリコ坂から』）[31]
- 2016年 - 国際エミー賞子どもアニメーション部門（「きょうだいの誓い」『山賊の娘ローニャ』）

## 作品

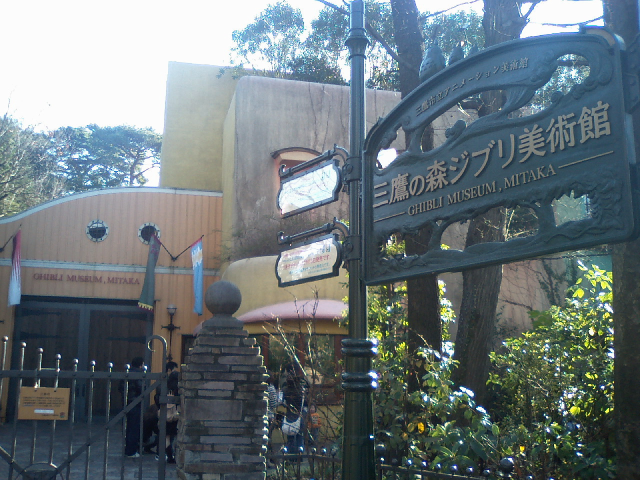
宮崎が手がけた三鷹市立アニメーション美術館

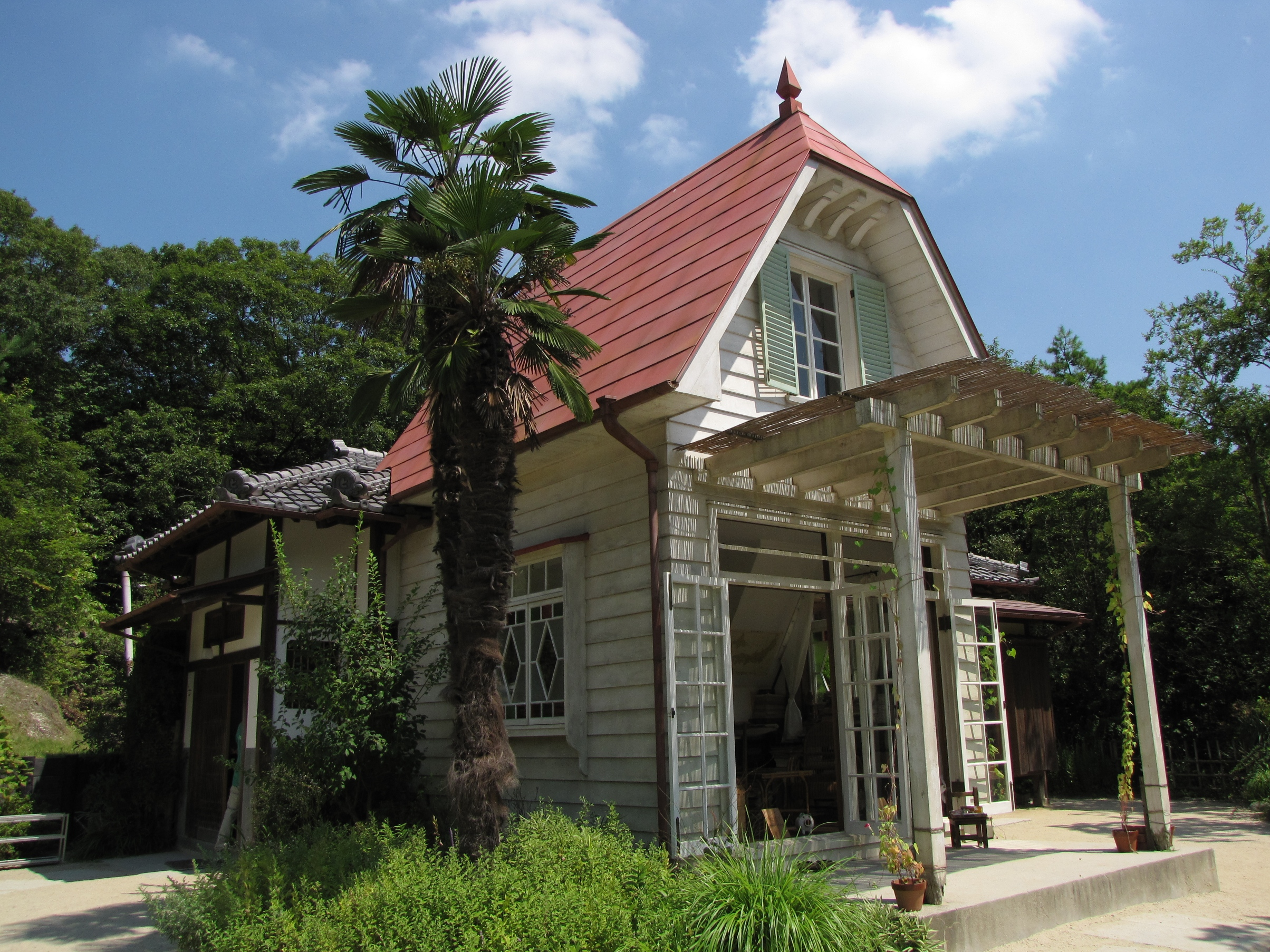
宮崎が手がけたサツキとメイの家

### 映画
- ゲド戦記（2006年） - 監督・脚本
- コクリコ坂から（2011年） - 監督
- 西遊記 ヒーロー・イズ・バック（中国語版）（2018年） - 日本語吹替版制作監修
- 劇場版 アーヤと魔女（2021年） - 監督[32]
- 君たちはどう生きるか（2023年） - 製作プロデューサー

### テレビアニメ
- 山賊の娘ローニャ（2014年） - 絵コンテ・監督
- アーヤと魔女（2020年） - 監督

### CM
- 読売新聞「杉浦茂のふうせんガムすけ」（2009年） - 監督

### 音楽

#### シングル
- テルーの唄（2006年）
  - テルーの唄 - 作詞

#### マキシシングル
- さよならの夏〜コクリコ坂から〜（2011年）
  - 朝ごはんの歌 - 作詞（谷山浩子と共同）
  - 初恋の頃 - 作詞

#### その他
- アーヤと魔女（2020年）
  - あたしの世界征服 - 作詞

#### アルバム
- ゲド戦記 歌集（2006年）
  - 数え唄 - 作詞
  - 竜 - 作詞
  - 黄昏 - 作詞
  - 別の人 - 作詞
  - 旅人 - 作詞
  - ナナカマド - 作詞
  - 空の終点 - 作詞
  - 春の夜に - 作詞
  - テルーの唄（歌集バージョン） - 作詞
  - 時の歌（歌集バージョン） - 作詞（新居昭乃と共同）
- コクリコ坂から 歌集（2011年）
  - エスケープ - 作詞
  - 朝ごはんの歌 - 作詞（谷山浩子と共同）
  - 旗 - 作詞
  - 春の風 - 作詞（谷山浩子と共同）
  - 懐かしい街 - 作詞（谷山浩子と共同）
  - 並木道 帰り道 - 作詞
  - 雨 - 作詞（谷山浩子と共同）
  - 初恋の頃（ALBUMバージョン） - 作詞（谷山浩子と共同）
  - 赤い水底 - 作詞
  - 紺色のうねりが - 作詞（宮崎駿と共同。宮沢賢治の原案）
  - 愛をこめて。海 - 作詞